# Morsan
Morsan település Franciaországban, Eure megyében. Lakosainak száma 122 fő (2022. január 1.). Morsan Notre-Dame-d’Épine, Berthouville, Boissy-Lamberville, Giverville és Neuville-sur-Authou községekkel határos.

## Népesség
A település népességének változása:
| Lakosok száma | 130  | 93   | 70   | 106  | 126  | 115  | 108  | 105  | 111  | 122  |
|               | 1968 | 1982 | 1990 | 2006 | 2013 | 2015 | 2017 | 2019 | 2020 | 2022 |